# 格林·戴維斯

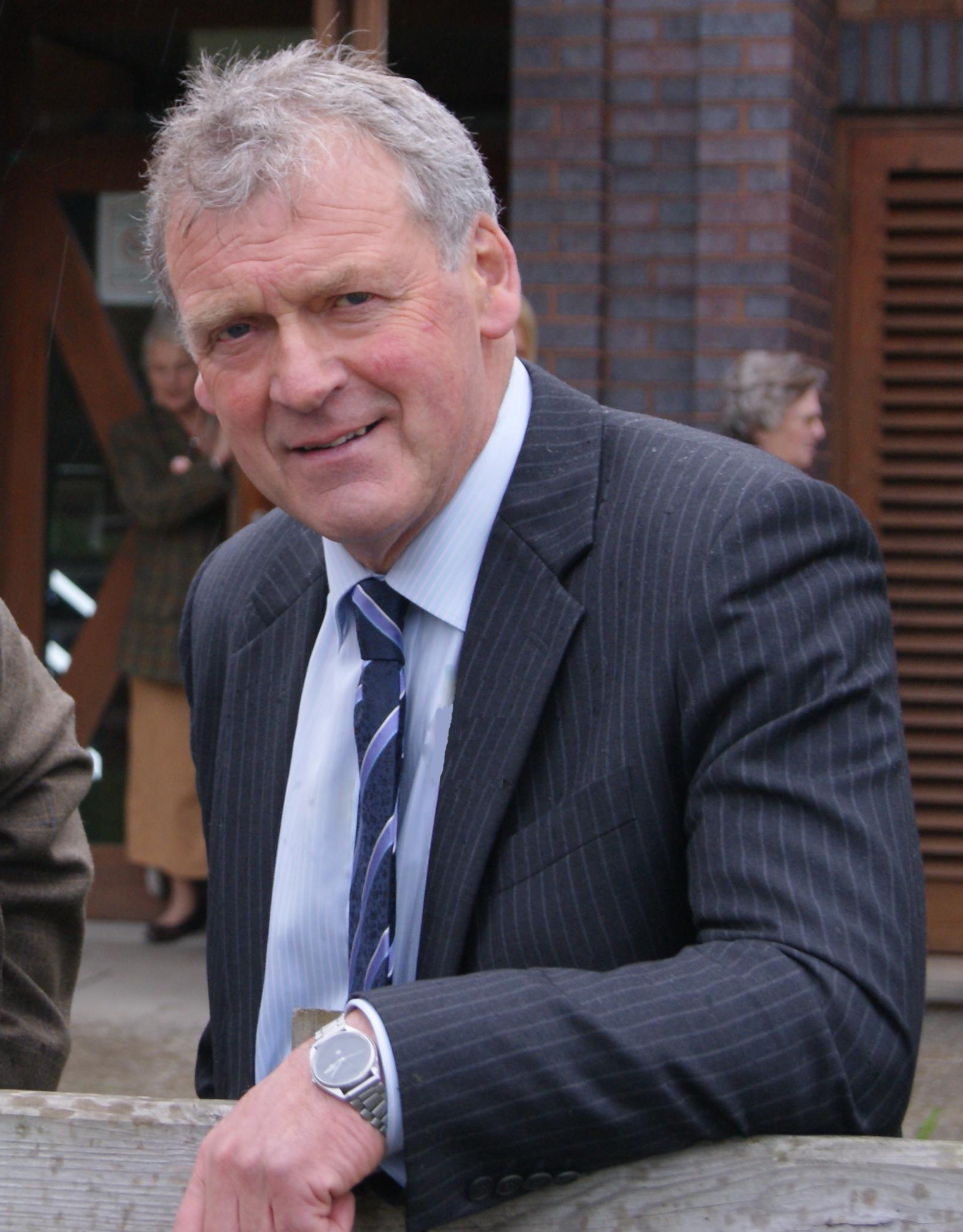

格林·戴維斯（Glyn Davies，1944年2月16日—）是一位英國政治人物，他的黨籍是保守黨。他的政治生涯開始於1980年代。1999年至2007年任威爾斯國民議會議員。自2010年至2019年，他擔任蒙哥馬利郡選區選出的英國下議院議員。